# Palazzo Cornaro Pamphilj

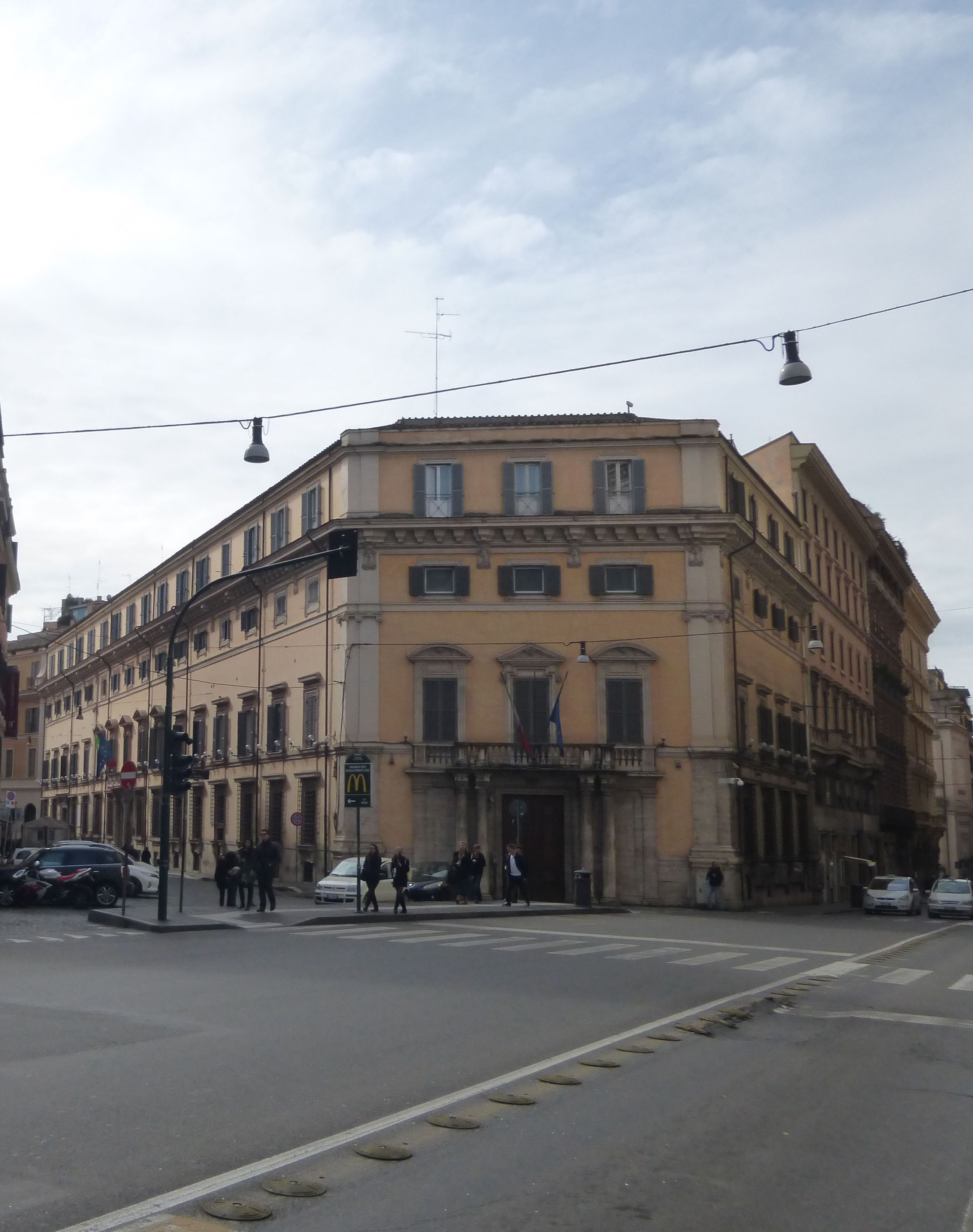
Vista lateral do palácio na Via della Stamperia à esquerda e a fachada menor na Via del Tritone em primeiro plano.

Palazzo Cornaro Pamphilj, conhecido também como Palazzo della Stamperia, é um palácio maneirista localizado na esquina da Via della Stamperia (nº 8) com a Via del Tritone, no rione Trevi de Roma.

## História

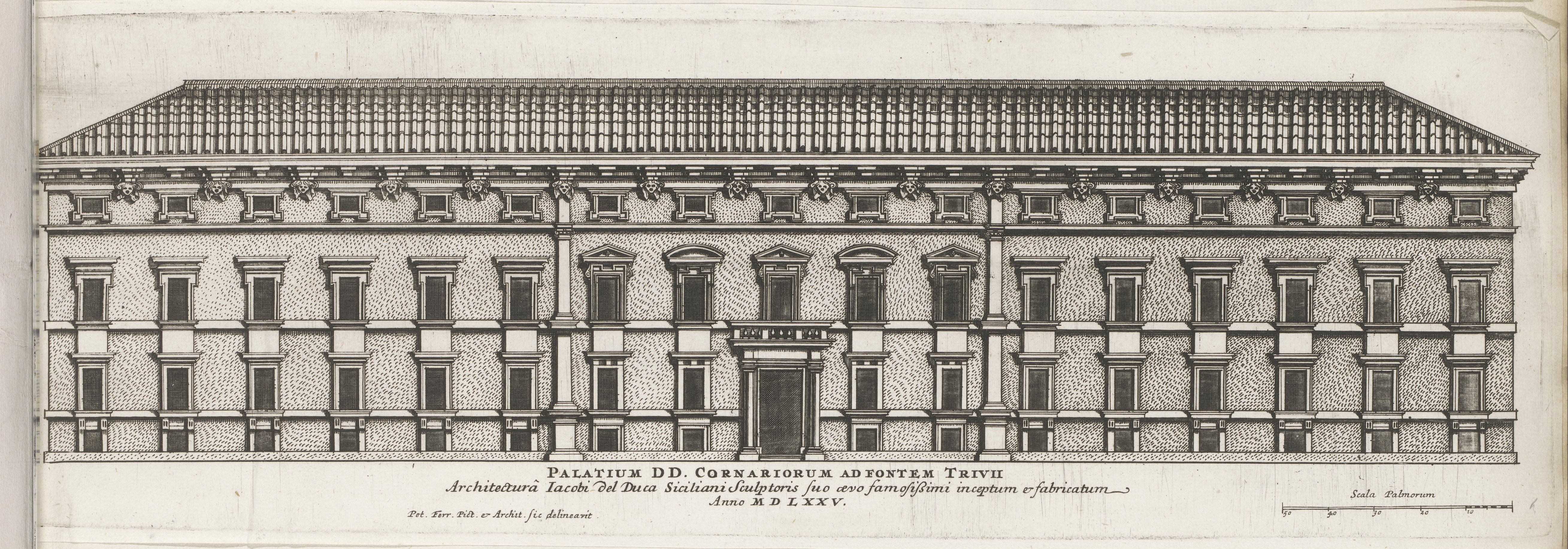
Gravura de Giovanni Battista Falda (c. 1655).

Este palácio foi construído pelo cardeal Luigi Cornaro em 1580 com base num projeto de Jacopo Del Duca em um terreno antes ocupado por dois edifícios mais antigos que foram demolidos. Quatro anos depois da morte do cardeal, o palácio foi adquirido pela família bolonhesa Bentivoglio, depois pelos cardeais Valenti e Ceva e finalmente, em 1647, por dona Olímpia Maidalchini Pamphilj, cunhada do papa Inocêncio X, que o deixou para seu filho Camillo Pamphilj. Neste palácio, em 1636, morreu Maria de Saboia, filha do duque de Saboia Carlos Emanuel I e Catarina da Áustria, infanta da Espanha, como documenta uma faixa afixada na fachada pelo governo de Roma em 1939: "DOPO UNA VITA TUTTA SPESA IN OPERE DI CARITÀ E D'AMORE QUI SI SPENSE IL XIII LUGLIO 1636 LA VEN MARIA DI SAVOIA FIGLIA DI CARLO EMANUELE I E DI CATERINA D'AUSTRIA INFANTA DI SPAGNA. CELEBRANDOSI LE NOZZE DI MARIA DI SAVOIA CON LUIGI LUDOVICO DI BORBONE PARMA IL GOVERNATORATO DI ROMA POSE QUESTO RICORDO XXIII GENNAIO MCMXXXIX XVII". Em 1777, Andrea Doria Pamphilj passou o palácio em enfiteuse ao papa Pio VI, que determinou que ele fosse completamente reconstruído para receber a sede da Imprensa da Câmara Pontifícia, fundada em 15 de fevereiro de 1738 pelo papa Clemente XII. A instituição nasceu com o escopo preciso de impedir a venda da riquíssima coleção de placas calcográficas da imprensa romana de Lorenzo Filippo de' Rossi a comerciantes ingleses, decretando a aquisição da coleção inteira. 
Em 1871, depois da captura de Roma, o edifício foi confiscado, a Stamperia foi dissolvida e ali se instalou o Ministério da Agricultura, Indústria e Comércio do Reino da Itália. Durante o período fascista, o edifício foi sede do Ministério das Corporações do regime fascista, fundado em 1926, transformado depois no Ministério da Indústria, do Comércio e do Trabalho. Atualmente o palácio abriga alguns escritórios da presidência do Conselho de Ministros, cuja sede é no Palazzo Chigi, na Piazza Colonna.
Do lado direito do palácio fica o Palazzo della Calcografia Nazionale e, logo em seguida, o Palazzo Poli, que abrigam a Calcografia dello Stato, e logo a frente está o antigo Palazzo Carpegna, onde está a sede da Academia de São Lucas. No fundo do Palazzo Poli está a Fontana di Trevi.

## Descrição
O edifício tem um formato alongado na Via della Stamperia e uma pequena fachada na esquina com a Via del Tritone. Esta se abre num majestoso portal flanqueado por colunas duplas que sustentam a varanda do piso nobre, na qual está uma janela com um tímpano triangular entre outras duas com tímpano curvo. Acima está um mezanino com três pequenas janelas emolduradas e um ático construído no século XIX durante as obras de abertura da Via del Tritone. A fachada de frente para a Via della Stamperia é muito longa e repetem os motivos decorativos da fachada curta, com um portal imponente flanqueado por colunas que sustentam uma varanda com balaustrada entre duas fileiras de janelas arquitravadas e gradeadas com um parapeito de mármore avançado sobre as pequenas janelas gradeadas do piso subsolo. No primeiro piso, a parte central apresenta cinco janelas com tímpanos triangulares alternadas com outras seis arquitravadas.
A característica mais marcante da decoração externa é o magnífico beiral coroado por mascarões no formato de rostos femininas com cestos sobre a cabeça que sustentam as mísulas da cornija. 